# قوات الرضا
قوات الرضا( عربی: قوات الرضا) یک گروه شبه نظامی سوری طرفدار دولت سوریه بود که توسط حزب الله آموزش دیده و سازماندهی شده بود.   اعضای آن متعلق به جامعۀ کوچک شیعه اثنی عشری سوریه بودند که عمدتاً اهل منطقه حمص بودند.  نام آن به امام شیعیان علی‌بن موسی الرضا اشاره داشت. 
با سقوط رژیم اسد این گروه منحل شد.